# Strannaia jenxtxina
Strannaia jenxtxina (rus: Странная женщина, una dona estranya) és una pel·lícula dramàtica soviètica de 1977 dirigida per Iuli Raizman.

## Argument
La pel·lícula parla d'una dona de 33 anys anomenada Ievgenia, que somia amb sentiments forts i deixa Moscou cap a la província a la seva mare. Allà ella aconsegueix feina i ajuda la gent. De sobte apareix un jove i s'enamora d'ella. Al principi la va espantar, però després va començar a adonar-se que aquests sentiments eren mutus.

## Repartiment
- Irina Kuptxenko - Yevgeniya Mihaylovna
- Iuri Podsolonko - Andrey Lebedev (com Yu. Podsolonko)
- Vasili Lanovoi - Nikolay Andrianov (com V. Lanovoi)
- Oleg Vavilov - Yura Agapov (com O. Vavilov)
- Antonina Bogdanova
- Tatiana Govorova - Tamara
- Valeriy Todorovski - Volodya (com V. Todorovski)
- Svetlana Korkoixko - Viktoria Anatolievna (as S. Korkoixko)
- Mikhail Bovin
- Stepan Bubnov